# Gower Champion
Gower Champion, nome alla nascita Gower Carlyle Champion, (Geneva, 22 giugno 1919 – New York, 25 agosto 1980), è stato un ballerino, coreografo, attore e regista teatrale statunitense.

## Biografia

### Primi anni
Champion nacque a Geneva, Illinois, figlio di John W. Champion e Beatrice Carlisle. Crebbe a Los Angeles, in California, dove si laureò alla Fairfax High School. Studiò danza fin dalla tenera età e a quindici anni, girava per le discoteche con l'amica Jeanne Tyler pubblicizzandosi come "Gower e Jeanne, la squadra di danza più giovane d'America". Nel 1939 "Gower e Jeanne" ballarono alla musica di Larry Clinton e della sua Orchestra in un cortometraggio del film della Warner Brothers & Vitaphone, "The Dipsy Doodler" (distribuito nel 1940).

### Carriera
Durante la fine degli anni '30 e l'inizio degli anni '40, Champion lavorò a Broadway come ballerino solista e coreografo. Dopo aver prestato servizio nella Guardia Costiera degli Stati Uniti durante la seconda guerra mondiale, Champion incontrò Marjorie Belcher, che divenne la sua partner e i due si sposarono nel 1947.
Nei primi anni '50 Marge e Gower Champion realizzarono sette film musicali: Assedio d'amore (1950, con Bing Crosby), il remake del 1951 di Show Boat (con Howard Keel e Kathryn Grayson), Lovely to Look At del 1952 (un remake di Roberta, sempre con Keel e Grayson), l'autobiografico La ragazza della domenica (1952), Tre ragazze di Broadway (1953, con Debbie Reynolds e Bob Fosse), Annibale e la vestale (1955, con Keel e Esther Williams) e Mia moglie preferisce suo marito (1955, con Betty Grable e Jack Lemmon). Tutti furono realizzati per la Metro-Goldwyn-Mayer tranne Assedio d'amore (Paramount) e Mia moglie preferisce suo marito (Columbia).
Durante gli anni '50, si esibirono in numerosi spettacoli televisivi e nel 1957 recitarono nella loro breve sitcom alla CBS, The Marge and Gower Champion Show, che si basava sulle loro effettive esperienze di carriera.
Nel 1948 Champion aveva anche iniziato a fare il regista e vinse il primo degli otto Tony Awards per la sua messa in scena di Lend an Ear, lo spettacolo che fece conoscere Carol Channing al pubblico teatrale di New York. Durante gli anni '50, lavorò solo a due musical di Broadway, coreografando Make a Wish nel 1951 e dirigendo, allestendo e recitando in 3 For Tonight nel 1955, preferendo trascorrere la maggior parte del suo tempo a Hollywood. Tuttavia, negli anni '60, diresse numerosi successi di Broadway che lo portarono ai vertici della sua professione.
Ebbe un solido successo nel 1960 con Bye Bye Birdie, uno spettacolo su una rockstar simile ad Elvis che sta per essere arruolata nell'esercito. Nello spettacolo recitarono i quasi sconosciuti Chita Rivera e Dick Van Dyke insieme a un cast giovanile. Andò avanti per 607 spettacoli e vinse quattro Tony Award, tra cui quello per il miglior musical e due per la regia e la coreografia di Champion. Poi arrivò Carnival! nel 1961, che ebbe 719 rappresentazioni e ottenne sette nomination ai Tony, inclusa una per la regia di Champion.
Nel 1964 diresse uno dei più grandi successi di Broadway, Hello, Dolly!. Ebbe 2844 rappresentazioni - quasi sette anni. Interpretato da Carol Channing, è molto noto per il numero del titolo, dove Dolly viene accolta dallo staff di un ristorante dopo essere stata via per anni. Lo spettacolo ha vinto dieci Tony Awards, tra cui quello per il miglior musical, e due per la regia e la coreografia di Champion.
Champion fece il suo quarto musical consecutivo con I Do! I Do! nel 1966. Presentava un cast di due veterani, Mary Martin e Robert Preston, che interpretavano una coppia vista durante gli anni del loro matrimonio. Lo spettacolo ebbe 560 repliche e ricevette sette nomination ai Tony, incluso uno per la regia di Champion.
Il suo successivo spettacolo, The Happy Time nel 1968, interruppe la serie positiva. Ebbe una serie, relativamente deludente, di sole 286 rappresentazioni. Questo sarebbe stato seguito da molte altre delusioni e peggio. Negli anni '70 Champion diresse piccoli successi (Sugar nel 1972 e il revival di Irene nel 1973), un flop (Mack & Mabel nel 1974) e disastri completi (Rockabye Hamlet - sette spettacoli nel 1976 e A Broadway Musical, con un solo spettacolo nel 1978, per non parlare di Prettybelle, che chiuse fuori città nel 1971). Inoltre lui e Marge divorziarono nel 1973.
Dopo i fallimenti del decennio precedente, Champion fu in grado di tornare con il suo spettacolo più longevo. Nel 1980 coreografò e diresse un adattamento teatrale del film classico 42nd Street. Vinse il Tony for Best Musical e Champion fu nominato per la sua regia e coreografia, vincendo per quest'ultima. Lo spettacolo andò in scena per 3.486 volte, ma Champion non sopravvisse per vederne uno. Dopo numerose chiamate al proscenio nella serata di apertura, il produttore David Merrick stordì il cast e il pubblico annunciando che Champion era morto quel giorno.

### Vita privata
Champion si sposò nel 1947 con l'attrice Marjorie Celeste Belcher, con la quale ebbe due figli: Blake e l'attore Gregg Champion. Nel 1976 si sposò di nuovo con Karla Russell, che gli è sopravvissuta.

### Morte
A Champion fu diagnosticato agli inizi del 1979 una macroglobulinemia di Waldenström, una rara forma di cancro del sangue, dai suoi medici dell'Istituto Scripps. Iniziò il trattamento al Cedars of Lebanon Hospital di Los Angeles e gli fu consigliato di non lavorare. Champion morì alle 10:00 del 25 agosto 1980 a Manhattan al Memorial Sloan-Kettering Cancer Center.
La morte di Champion arrivò solo dieci ore prima della serata inaugurale di 42nd Street, il musical di Broadway da lui diretto. Sarebbe stato il suo più grande successo, venendo replicato per nove anni. Il produttore David Merrick chiese alla famiglia di Champion di tenere segreta la notizia a tutti, compreso il cast dello show. Durante le entusiastiche telefonate salì sul palco e diede melodrammaticamente l'annuncio scioccante in mezzo agli applausi. "No, no. Questo è tragico. Voi non capite Gower Champion è morto stamattina."

## Filmografia

### Cinema
- Rapsodia in blu (Rhapsody in Blue), regia di Irving Rapper (1945)
- Nuvole passeggere (Till the Clouds Rolls By), regia di Richard Whorf (1946)
- Parole e musica (Words and Music), regia di Norman Taurog (1948)
- Assedio d'amore (Mr. Music), regia di Richard Haydn (1950)
- Show Boat, regia di George Sidney (1951)
- Modelle di lusso (Lovely to Look At), regia di Mervyn LeRoy (1952)
- La ragazza della domenica (Everything I Have Is Yours), regia di Robert Z. Leonard (1952)
- Tre ragazze di Broadway (Give a Girl a Break), regia di Stanley Donen (1953)
- Annibale e la vestale (Jupiter's Darling), regia di George Sidney (1955)
- Mia moglie preferisce suo marito (Three For the Show), regia di H. C. Potter (1955)
- Un giorno... di prima mattina (Star!), regia di Robert Wise (1968)

### Televisione
- Lux Video Theatre – serie TV, un episodio (1953)
- The Red Skelton Show – serie TV, un episodio (1954)
- Front Row Center – serie TV, un episodio (1955)
- Shower of Stars – serie TV, un episodio (1956)
- Screen Directors Playhouse – serie TV, episodio 1x27 (1956)
- General Electric Theater – serie TV, 2 episodi (1956-1957)
- The United States Steel Hour – serie TV, un episodio (1959)

## Doppiatori italiani
- Gianfranco Bellini in Show Boat, La ragazza della domenica, Annibale e la vestale, Mia moglie preferisce suo marito

## Teatrografia
- Count Me In (musical), ballerino (1942)
- Lend an Ear, messa in scena musicale (1948)
- Small Wonder (musical), coreografo (1948)
- Make a Wish, coreografo (1951)
- 3 for Tonight, regista ed attore (1955)
- Bye Bye Birdie, regista e coreografo (1960)
- Carnival!, regista e coreografo (1961)
- Hello, Dolly!, regista e coreografo (1964)
- I Do! I Do!, regista (1966)
- 3 Bags Full, regista (1966)
- The Happy Time, regista e coreografo (1968)
- A Flea in Her Ear, regista (1969)
- Prettybelle, regista e coreografo (1971)
- Sugar, regista e coreografo (1972)
- Irene, regista (1973)
- Mack & Mabel, regista e coreografo (1974)
- Rockabye Hamlet, regista e coreografo (1976)
- A Broadway Musical, supervisore alla produzione (1978)
- 42nd Street, regista e coreografo (1980)

## Premi e nomination
Premi
- 1949 Tony Award for Best Choreography – Lend an Ear
- 1961 Tony Award for Best Choreography – Bye Bye Birdie
- 1961 Tony Award for Best Direction of a Musical – Bye Bye Birdie
- 1964 Tony Award for Best Choreography – Hello, Dolly!
- 1964 Tony Award for Best Direction of a Musical – Hello, Dolly!
- 1968 Tony Award for Best Choreography – The Happy Time
- 1968 Tony Award for Best Direction of a Musical – The Happy Time
- 1981 Drama Desk Award for Outstanding Choreography – 42nd Street
- 1981 Tony Award for Best Choreography – 42nd Street

Nominations
- 1962 Tony Award for Best Direction of a Musical – Carnival!
- 1967 Tony Award for Best Direction of a Musical – I Do! I Do!
- 1973 Tony Award for Best Choreography – Sugar
- 1973 Tony Award for Best Direction of a Musical – Sugar
- 1975 Tony Award for Best Choreography – Mack & Mabel
- 1975 Tony Award for Best Direction of a Musical – Mack & Mabel
- 1981 Tony Award for Best Direction of a Musical – 42nd Street